# Johannes Gerardus Wybo Fijnje van Salverda

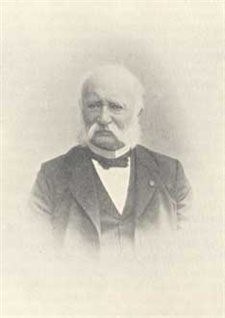
J.G.W. Fijnje van Salverda

Johannes Gerardus Wybo Fijnje van Salverda (Arnhem, 22 november 1822 - Arcachon, Frankrijk, 3 september 1900) was een Nederlands waterbouwkundige. Hij studeerde aan de Militaire Academie in Breda. Hij was, na in 1842 te zijn afgestudeerd, werkzaam als ingenieur bij de waterstaat in Maastricht, Utrecht, Den Haag en Den Briel. Hij werkte vanaf 1853 bij de aanleg van de spoorlijn Antwerpen-Rotterdam en was sinds 1870 voorzitter van de raad van toezicht op de spoorwegdiensten te Utrecht. Hij verhuisde in 1889 naar Frankrijk.

## Opleiding en jonge jaren
Zijn eerste scholing was op de kostschool van Frederik Stuart in Vianen. Deze school had een heel goede reputatie en was een goede vooropleiding voor een voortgezette opleiding bij de marine of het leger. Na de kostschool ging hij dan ook in 1838 naar de Militaire Academie in Breda als cadet van de Waterstaat en werd in 1842 benoemd to aspirant-ingenieur in het arrondissement Maastricht onder ir. Jan Willem Conrad. In 1845 werd hij arrondissements-ingenieur te Utrecht. Hij had daar een chef die alles aan hem over liet, waardoor hij gedwongen werd om alle problemen zelf op te lossen. Hij had daarbij wel de hulp van zijn vader, die in die tijd de arrondissementschef in Nijmegen was. Het beheer van de Nederrijn viel onder het beheer van zijn vader, dus hun beheersgebieden waren aangrenzend. Hij heeft altijd een goede band met zijn vader gehouden, die pas overleed toen Johannes 66 jaar was.

## Waterpassen
In 1846 reageerde Fijnje op een prijsvraag, uitgeschreven door het bestuur van Delfland over de middelen tot verbetering van de toestand van Delflands boezem. Hij stelde voor om aan de Vijfsluizen een stoomgemaal te bouwen met een pomp volgens het stelsel dat door zijn vader was uitgevonden. De door Delfland ingestelde commissie van beoordeling stelde verdeling van de prijs tussen hem en een mededinger voor. Over tal van belangrijke onderwerpen schreef hij in zijn dienstrapporten; ook was hij zijn vader behulpzaam bij het ontwerpen van een betere waterlozing van de Bommelerwaard.
In 1849 werd hij overgeplaatst naar de algemene dienst en kwam te werken onder Van der Kun. Op dat moment werd daar gewerkt aan het vastleggen van het Amsterdams Peil in heel Nederland en het samenstellen van de registers van peilschalen en verkenmerken. Steeds werd aangenomen, dat van de door Krayenhoff in het begin van de 19e eeuw verspreide verkenmerken de hoogte juist bepaald was, en daardoor werden aan de waterpassingen, gedaan door Fijnje en staf, correcties aangebracht, die soms vrij belangrijk waren. Later, toen onder Cohen Stuart en zijn opvolgers het N.A.P. opnieuw met nauwkeurigheids-waterpassing bepaald werd, bleek, dat waterpassingen van Fijnje nagenoeg zonder fout verricht waren.
In deze periode gaf Fijnje een advies aan prins Frederik over irrigatie van zijn landgoed in Silezië.

## Spoorwegen
In 1852 werd hij naar Brielle overgeplaatst, waar hij ontwerpen voor verbetering van de havens van Schiedam en Middelharnis maakte. Hier leerde hij ook de dochter van de burgemeester van Numansdorp kennen, waarmee hij in 1853 trouwde.
Op 1 januari 1853 ging hij met verlof uit rijksdienst en werd hoofdingenieur bij de aanleg van de spoorlijn Antwerpen - Rotterdam. Deze lijn werd aangelegd door een Belgische maatschappij, maar die legde de lijn maar aan tot Lage Zwaluwe. Wel werd ook een aftakking van Roosendaal naar Breda aangelegd. Fijnje verhuisde naar Roosendaal en leidde van daar uit de aanleg van het stuk van de grens tot Etten en Zevenbergen in 1854 en het stuk Roosendaal-Breda in 1855.
In 1856 werd Fynje door de ‘Banque Suisse’ belast met het verrichten van de opnemingen en het maken der ontwerpen voor een spoorweg van Vlissingen naar Venlo. In 1858 werd hij lid van een commissie voor de spoorwegverbinding van Rotterdam naar België en verhuisde naar Dordrecht. Hier maakte hij een ontwerp voor de afdamming van de verbindingsgeul tussen de Ooster- en Westerschelde (De Geule); over het Sloe werd een pontveer ontworpen. Maar door de slechte geldmarkt zag de bank van uitvoering af.
Omdat alle plannen verworpen werden vanwege de slechte financiële toestand verwachtte hij dat het nog jaren zou duren voordat die spoorlijn er zou komen (de spoorlijn Roosendaal-Vlissingen werd in 1873 in gebruik gesteld) en ging hij in 1858 weer voor Rijkswaterstaat werken. Hij werd arrondissements-ingenieur in Kampen. Maar op 18 augustus 1860 werd een wet aangenomen waarbij van rijkswege een aantal spoorlijnen aangelegd zou worden. Fijnje werd aangewezen als ingenieur in algemene dienst bij de spoorwegaanleg. Dit was wel een bureau-functie, hij werkte hier weer onder Van der Kun. Hij hield zich bezig met de zuidelijke lijnen en na het pensioen van zijn collega Schneitter vanaf 1861 met alle zuidelijke lijnen.
Hij heeft in deze tijd twee brochures geschreven over de beginselen van de spoorwegbrug. Hierin pleitte hij onder andere om brugpeilers altijd te dimensioneren voor dubbelspoor, ook al wordt er in eerste instantie alleen maar een enkel spoor over gelegd. Desondanks heeft men dat toen bij de Moerdijkbrug en bij de IJsselbrug bij Zutphen niet gedaan. Ook in afwijking van zijn beginselen is in 1862 besloten om voor de bovenbouw van de bruggen een prijsvraag uit te schrijven. Pas in een latere fase zijn de spoorwegen hun eigen ontwerp gaan maken emaillen de uitvoering aan te besteden.

### Maatschappij tot Exploitatie van Staatsspoorwegen
In 1863 werd de commissie voor de aanleg van spoorwegen ontbonden en werd de secretaris van die commissie (Klerck) adviseur voor de spoorwegen. In de praktijk werd dit de chef van Fijnje, die daar niet gelukkig mee was. Hij vertrok daarom en werd hoofdingenieur bij de Maatschappij tot Exploitatie van Staatsspoorwegen. Hij nam daartoe ontslag bij Rijkswaterstaat.
De periode bij de Exploitatie-maatschappij was voor Fijnje hoogst onaangenaam. De maatschappij had te weinig kapitaal, en gaf in de eerste jaren zeer slechte financiële resultaten. De vijf directeuren waren òf te oud òf niet bekwaam genoeg om een jonge maatschappij door de eerste moeilijke jaren heen te helpen. Bovendien onderhandelden zij buiten hun hoofdingenieur om. Fijnje was langzamerhand te zeer op kleinigheden gaan letten, hetgeen in vele gevallen niet bevorderlijk was aan de goede gang der zaken. Het was in deze tijd dikwijls moeilijk, iets uit zijne handen te krijgen, en dit zette bij directeuren weer kwaad bloed.
Met ingang van 18 juni 1866 werd Fijnje benoemd tot een van de vijf directeuren, maar hij bleef tevens met de functie van hoofdingenieur belast. Op 1 juni 1869 werd Frederik s'Jacob benoemd als enig directeur ter vervanging van de vijf directeuren. Fijnje werd toen hoofdingenieur, chef van mouvement, weg en werken. Zijn positie werd daardoor onhoudbaar en hij werd door minister Fock hieruit gered door zijn benoeming in 1870 tot voorzitter van de Raad van toezicht op de spoorwegdiensten.
Tijdens zijn dienst bij de Exploitatie-maatschappij heeft Fijnje een aantal zeer belangwekkende nota's over verschillende onderwerpen in verband met spoorweg-exploitatie geschreven, en was hij nog lid van verschillende commissies, zoals die m.b.t. de afdamming van het IJ, de Nieuwe Merwede en de ontworpen spoorwegrichting bij Amsterdam.
Als voorzitter van de Raad van toezicht was Fijnje zonder twijfel de beste werker in dat college. Tal van commissies of expertises, meest van niet veel belang, werden tegelijk met het voorzitterschap van de Raad van toezicht door hem waargenomen; ook was hij enige jaren (1867-70 en 1872-74) lid van het bestuur van het Koninklijk Instituut van Ingenieurs en (1871-78) lid van de gemeenteraad van 's-Gravenhage.

## Administrateur van de Waterstaat
In 1887 ging Waterstaat van het Ministerie van binnenlandse zaken naar een nieuw ministerie: Waterstaat, Handel en Nijverheid, De minister (Tak van Poortviet) benoemde in 1878 tot secretaris-generaal van dat departement. Hij kreeg toen de nieuwe titel van Administrateur van de Waterstaat.
Fijnje was hier minder op zijn plaats, omdat hij wat minder takt had en vaak zaken niet snel genoeg kon afdoen. Al toen hij bij de Exploitatie-maatschappij werkte was hij om zo te zeggen altijd aan het schrijven, en kwam onnoemelijk veel uit zijn handen: reglementen, aanschrijvingen, instructies, enz. Dr. Th.J. Stieltjes noemde hem een ‘inktwellusteling’; ook zijn vriend Nierstrasz zinspeelt hierop op de eerste bladzijde van zijn levensbeschrijving. Maar wat uit zijn handen kwam was goed, zoals bijvoorbeeld het wetsontwerp tot aanleg van enige kanalen van rijkswege in Nederland, waaronder als hoofdschotel het kanaal van Amsterdam door de GelderseVallei naar de Waal. Helaas voor Fijnje werd het wetsontwerp, wat in gang gezet was door Tak van Poortvliet verworpen en trad het ministerie Kappeyne af. Deze werd in 1879 opgevolgd door Klerck als minister van Waterstaat. Door de ervaringen uit het verleden verliep de samenwerking tussen Fijnje en Klerck niet goed; hij werd direct na aantreden van dit ministerie weggepromoveerd tot raad-adviseur; hij hield zijn bezoldiging, maar werd nauwelijks om advies gevraagd.
Het voordeel voor Fijne was wel dat hij nu al zijn tijd kon besteden aan zijn publicaties. Onder andere werkte hij aan de vier delen van de beschouwingen over de Nederlandse rivieren, alhoewel een aantal van zijn oorspronkelijke conclusies hier ook behoorlijk afgezwakt zijn.
Hij werd in 1881 bekroond voor zijn antwoord op een prijsvraag van het Bataafsch Genootschap over slibgehalte der rivieren.

## Privé
Hij is de zoon van Henri François Fijnje van Salverda en J.C.F. Zurich Hij trad op 18 augustus 1853 in het huwelijk met Adriana Jakoba Vlielander, de dochter van de burgemeester van Numansdorp.
Op 1 januari 1889 kreeg hij op verzoek zijn eervol ontslag als raad-adviseur. Wegens de gezondheidstoestand van zijn dochter (zijn enig kind) vestigde hij zich in Arcachon. Hij heeft hier nog verscheidene werken geschreven, maar alleen compilaties, o.a. over duinbeplanting en over luchtscheepvaart. Verder was hij voorzitter van het comité tot de aanleg van werken in China. In een rapport over een antwoord op een prijsvraag in 1892 maakte hij enige grote blunders. In 1895 schreef hij in het weekblad de Ingenieur een aantal stukken, getiteld Varia, over verschillende onderwerpen van ingenieurswetenschap.
Zijn vader had hem bij zijn overlijden in 1889 aanbevolen, zijn bibliotheek aan het Koninklijk Instituut van Ingenieurs te legateren. Over het feit, dat het Instituut zich niet bij de begrafenis van zijn vader liet vertegenwoordigen, was Fijnje zo verbolgen, dat hij dit verzoek van zijn vader niet nakwam. Intussen stichtte hij in zijn testament een reisfonds voor jeugdige ingenieurs, dat echter pas na het overlijden van zijn vrouw en zijn dochter aan het doel ten goede zou komen.

## Publicaties, een selectie
- Beschrijving der brug in den spoorweg Roosendaal - Moerdijk over de Maas in Verh. K. Inst. v. Ing. 1855-6
- Bijdrage tot de kennis van het belang der Nederlandsche spoorwegen (1858)
- Bijdragen tot de kennis der verschillende voorgestelde en ontworpen spoorwegen (Gorinchem 1859)
- Levensberigt van Fr. W. Conrad, enz. en eene bijdrage tot de geschiedenis van den waterstaat van zijn tijd (1870)
- Memorandum relative to the improvement of the Hwang-ho or Yellow River in North-China, (1891) (Report of P. G. van Schermbeek and A. Visser on their inspection of the Yellow River and its flooded districts in 1889) Martinus Nijhoff
- De luchtvaart (1892)
- Aërial navigation (1894) vertaling van "De Luchtvaart" inclusief enkele latere brochures van Fijnje
- Het slibgehalte van het water van eenige Nederlandsche rivieren (1882)
- Beschouwingen over eenige rivieren, waaronder Nederlandsche, in verband met de handels- en scheepvaartbelangen en met enkele vraagstukken, die in de laatste jaren zijn voorgekomen (4 dln.; 1884-1888)
- Brieven van Johannes Gerardus Wybo Fijnje (1822-1900) aan Koninklijk Instituut van Ingenieurs 's-Gravenhage gericht aan Jan Tideman (1821-1901)
- Nota betreffende de badplaats te Scheveningen en het ververschingskanaal tot loozing van het rioolwater te 's-Gravenhage (1889)
- Nota over de boschbeplantingen op de duinen langs de golf van Gascogne (1889)
- Ontwerp van eene brug voor gewoon verkeer over de rivier de Kil, te 's Gravendeel tot verbinding van den Hoekschen Waard net het eiland Dordrecht (1871)
- Fijnje van Salverda en Van Giessen - Spoorwegbrug over den Rijn bij Mainz (1862)
- Fijnje van Salverda, J.W.F.  (11-3-1893). De Luchtvaart. De ingenieur  8 --- vervolgartikel
- Fijnje van Salverda, J.W.F.  (5-5-1894). De luchtvaart, deel 2. De ingenieur  9
- Fijnje van Salverda, J.W.F.  (2-3-1895). De zeewering van Zuid Holland. De Ingenieur  10
- L.J.A. van der Kun, W.C.P. van Reede van Oudtshoorn, Jean Frédéric Augier, J.G.W. Fijnje van Salverda (1849). Registers, bevattende de beschrijving van de peilschalen, hakkelbouten en andere verkenmerken langs de hoofdrivieren der Nederlanden. Van Weelden & Mingelen, 's-Gravenhage, pp. 295. Gearchiveerd op 19 oktober 2022.
- Voorloopig verslag aan het Amsterdamsch-Utrechtsche spoorweg-committé over den uitslag der opmetingen van eene spoorweg, loopende van Utrecht over Kuilenburg naar 's Hertogenbosch (1859) G.J. Thieme, Arnhem

Voor meer biografische gegevens klik op het nummer achter Biografisch Portaal in het uitklapscherm hieronder, voor meer publicaties klik op het nummer achter WorldCat Identities in dit uitklapscherm.
- Biografisch Portaal: 09157930
- Virtual International Authority File: 12238263